# Digimon Racing
Digimon Racing es un videojuego de carreras desarrollado por Griptonite Games y distribuido por Bandai —desde abril de 2015 Bandai Namco Entertainment— para la Game Boy Advance. Parte de la franquicia Digimon y sus videojuegos, utilizan elementos y personajes de Digimon. Su modo de juego en gran medida se asemeja al de los videojuegos de carreras tradicionales, pero también emplea elementos de las carreras de karting y videojuegos de acción. Sus once personajes jugables pueden aumentar a más de 40 mediante Digievolución.
Digimon Racing utiliza modo 7 y actores de voz. El juego fue anunciado inicialmente en la convención Electronic Entertainment Expo —E3— de 2003 y posteriormente exhibido en la E3 de 2004. Fue lanzado a la venta el 1 de abril de 2004 en Japón, el 30 de abril en Europa y el 13 de septiembre en América del Norte. El juego ha recibido comentarios mixtos por parte de los críticos desde su lanzamiento, con críticas dirigidas a su parecido con otros juegos de carreras de karting de la época y ha sido elogiado por algunos aspectos estéticos y por su modo de juego.

## Modo de juego
Digimon Racing es un videojuego de carreras que emplea personajes y elementos de la franquicia de medios Digimon así como de los videojuegos de carrera tradicionales. El juego sigue a un grupo de Digimon compitiendo en un torneo de carreras en el Digimundo, hogar de todos los Digimon. El propósito de este Grand Prix es determinar quién es el mejor corredor; por lo tanto, utilizan karts especialmente diseñados que igualan a todos los participantes en términos de capacidad.
El modo de juego de Digimon Racing se asemeja al de los videojuegos de carrera tradicionales. Se centra en competir contra siete personajes controlados por CPU en carreras por copas que constan de tres vueltas. El uso de artículos para atacar a los oponentes y mejorar la condición propia es una parte integral del modo de juego, y añade un elemento de los juegos de carreras de karting. Una nueva característica en el juego es el «kart hopping»: el uso de los karts para saltar sobre los oponentes, volviéndolos más lentos. Esto añade un elemento de los juegos de acción. La Digievolución, un tema recurrente en Digimon, también juega un papel en el juego. Al pasar sobre una serie de puntos específicos repartidos por toda la pista, va aumentando un contador de energía en la parte inferior izquierda del HUD en el juego. A medida que aumenta, el jugador recorre la línea evolutiva de los Digimon haciéndolos más poderosos y, finalmente, obteniendo la capacidad de utilizar un ataque especial.
Las quince pistas que tiene el juego —cuatro de los cuales están disponibles desde el comienzo— se basan en los entornos de videojuegos convencionales, tales como selvas, volcanes y ciudades. Después de completar una pista por primera vez, el jugador desbloquea el modo de competición contrarreloj, y un jefe de batalla. Las batallas contra los jefes implican derrotar a un Digimon, generalmente estático, utilizando elementos dispersos en las áreas que no están diseñados como parte de la pista. El jugador también puede competir en carreras individuales sin relación con la historia en cualquier pista desbloqueada. El juego utiliza Game Boy Advance Wireless Adapter o Game Link Cable para el modo de carreras multijugador admitiendo hasta cuatro jugadores.

### Personajes jugables
| Personajes jugables                                                                                       | Personajes jugables                          |
| --- | -------------------------------------------- |
| Disponibles inmediatamente - Agumon - Biyomon - Gabumon - Gomamon - Palmon - Patamon - Salamon - Tentomon | Desbloqueables - Agunimon - Guilmon - Veemon |

El juego cuenta con once Digimon como personajes jugables. Ocho personajes están disponibles desde el comienzo; el resto se pueden desbloquear completando carreras por copas. Sin embargo, la Digievolución incrementa el número de Digimon jugables a un total de 40. El elenco incluye predominantemente Digimon populares del anime Digimon. Las habilidades de carrera de los personajes se clasifican en tres áreas: velocidad, manejo y aceleración.

## Desarrollo
A diferencia de los videojuegos anteriores de Digimon, que fueron desarrollados por empresas japonesas, el desarrollo de Digimon Racing estuvo a cargo de la empresa estadounidense Griptonite Games. Bandai —desde abril de 2015 Bandai Namco Entertainment— fue el encargado de publicar el juego. Este fue el primer juego original de Digimon para la Game Boy Advance, ya que Digimon Battle Spirit y Digimon Battle Spirit 2 fueron portados a WonderSwan Color. El juego utiliza el motor Modo 7 para crear un modo de juego tridimensional para la consola portátil, de otro modo sería incapaz de realizar tal hazaña. Este utiliza ocasionalmente actores de voz durante las carreras, algo poco común en los juegos para Game Boy Advance. El juego fue anunciado inicialmente en la E3 de 2003. Fue exhibido más adelante en la E3 de 2004, con el lanzamiento en América del Norte anunciado para agosto de 2004. Una vez finalizado el desarrollo, el juego recibió una calificación de «E» —everyone, lit. «todos»— de la Entertainment Software Ratings Board —ESRB— y «3 +» de Pan European Game Information —PEGI—.

## Recepción
Digimon Racing fue lanzado el 1 de abril de 2004 en Japón, el 30 de abril en Europa, y el 13 de septiembre en América del Norte. El juego ha recibido comentarios mixtos por parte de los críticos desde su lanzamiento; tiene una puntuación del 62 % en Metacritic y 63.67 % en Game Rankings. El juego fue criticado por su gran parecido con otros juegos de carreras de karting de la época. Craig Harris de IGN y Garnett Lee de 1UP.com declararon que el modo de juego de Digimon Racing es igual al de la serie Crash Nitro Kart y Mario Kart, respectivamente. Aparte de su formato similar, los críticos alabaron puntos estéticos de forma específica, como los gráficos y la música —Michael Lafferty de GameZone— y los diseños de las pistas y los temas —Lee—. Los aspectos del modo de juego fueron también elogiados, como el control —Harris y Lee—, el modo multijugador —Lee—, la rejugabilidad y la característica kart hopping —Harris—. Nintendo Power declaró que «la acción de las carreras es similar a la de otros juegos de [carreras de] karting, pero la influencia de Digimon agrega un margen al modo de juego haciéndolo más divertido». Cuatro revisores de Famitsu le dieron al juego una puntuación de 5, 5, 7, y 6 sobre 10, respectivamente, dando en total una puntuación de 23 sobre 40. T.J. Deci, de Allgame, le dio al juego tres estrellas de cinco, aunque no proporcionó una revisión más exhaustiva.